# Zorica Dubovská
Zorica Marta Dubovská (11. dubna 1926, Praha – 6. prosince 2021) byla vysokoškolská orientalistka se specializací na indonéské jazyky, překladatelka, autorka učebnic indonéštiny a javánštiny a dalších prací týkajících se Indonésie.

## Život
Narodila se jako jediné dítě malvazinského prokuristy Ivana Horáčka (†1941) a jeho ženy Marty. Po maturitě na smíchovském Drtinově reálném gymnáziu (v roce 1944 byla nucena studium přerušit a absolvovat totální nasazení ve firmě Wegena vyrábějící plynové masky) studovala v letech 1945–1950 Vysokou školu hospodářských věd, směr zahraničně-obchodní, dosáhla titulu komerční inženýr. Již na gymnáziu se věnovala jazykům, začala studovat italštinu; později na nově otevřeném Orientálním ústavu studovala marockou hovorovou arabštinu, na vysoké škole se začala věnovat indonéštině. Ve studiu pokračovala v letech 1950–1955 na Filozofické fakultě Karlovy Univerzity. Nejprve studovala klasickou arabštinu, později zvolila obor obecná jazykověda se zaměřením na indonéštinu. Stala se prvním diplomovaným indonésistou u nás.
Již během studií pracovala v podnicích zahraničního obchodu, po promoci byla zaměstnaná v Československé obchodní komoře. V letech 1958–1959 působila na československém velvyslanectví v indonéské Jakartě v oblasti administrativy. Pracovala také ve Státním pedagogickém nakladatelství v redakci jazykových příruček. V roce 1961 se jako tlumočnice účastnila natáčení koprodukčního československo-indonéského filmu Aksi Kalimantan (Akce Kalimantan) režiséra Vladimíra Síse o národně-osvobozeneckých bojích Indonésanů proti Nizozemcům ve druhé polovině 40. let na ostrově Kalimantan (Borneo). 
Od roku 1962 Zorica Dubovská učila indonéštinu ve Státní jazykové škole v Praze, kde se roku 1964 stala vedoucí orientálního oddělení. Zároveň v letech 1964–1974 (do roku 1966 společně s dr. Miroslavem Opltem) a znovu v období 1992–2002 (již po odchodu do důchodu) vedla indonesistiku na Filozofické fakultě Univerzity Karlovy, kde vyučovala indonéštinu, indonéskou literaturu, etnologii a starší dějiny indonéského souostroví, jakož i úvod do moderní i staré javánštiny a četbu starých malajských textů. Celkově vychovala pět generací absolventů pětiletého magisterského studia[zdroj?] tohoto oboru - včetně pozdějšího profesora University of Michigan, historika Rudolfa Mrázka nebo velvyslance v Indonésii a autora indonésko-českých slovníků Jaroslava Olši st. V roce 1991 iniciovala založení Společnosti přátel Indonésie Nusantara a několik let jí předsedala. Do roku 2018 byla soudní překladatelkou indonéského jazyka.

## Publikační činnost
Zorica Dubovská zpracovala učebnice javánštiny a indonéštiny a podílela se na publikacích věnovaných dějinám a kultuře Indonésie. Přeložila a upravila také místní lidové pohádky, pověsti a bajky. Její první kniha Indonéské lidové pohádky byla přeložena i do francouzštiny a nizozemštiny.
- Indonéské lidové pohádky, nakladatelství Odeon 1966
- Úvod do javánštiny, Academia 1975
- Ctibor Votrubec: Indonéská republika (napsala kapitolu Kultura), Svoboda 1985
- Indonéština, Dar Ibn Rushd 1998
- Dějiny Indonésie (společně s Tomášem Petrů a Zdeňkem Zbořilem), Nakladatelství Lidové noviny 2005
- Mpu Kanwa: Ardžunova svatba: starojavánský epos (přebásnil Petr Komers), nakladatelství Karolinum 2016, ISBN 978-80-246-3270-4
- Bajky a pověsti Indonésie, Dar Ibn Rushd 2017
- Veselé a strašidelné povídky z Jávy, Dar Ibn Rushd 2020

## Ocenění
V roce 1997 obdržela ocenění ministra zahraničí České republiky Gratias Agit za propagaci přátelství s Indonésií jako historicky první osoba vyznamenaná touto cenou. V roce 2010 jí indonéský prezident udělil vysoké státní vyznamenání Bintang Jasa Pratama.